# Natação nos Jogos Olímpicos de Verão de 2012 - Revezamento 4x100 m livre masculino
A competição do revezamento 4x100 m livre masculino da natação nos Jogos Olímpicos de Verão de 2012 foi disputada no dia 29 de julho no Centro Aquático de Londres.

## Medalhistas
|  | FRA França                                                                               |  | USA Estados Unidos                                                                                           |  | RUS Rússia                                                                                      |
|  | Amaury Leveaux Fabien Gilot Clément Lefert Yannick Agnel Alain Bernard* Jérémy Stravius* |  | Nathan Adrian Michael Phelps Cullen Jones Ryan Lochte Jimmy Feigen* Matt Grevers* Ricky Berens* Jason Lezak* |  | Andrey Grechin Nikita Lobintsev Vladimir Morozov Danila Izotov Yevgeny Lagunov* Sergey Fesikov* |

*Participaram apenas das eliminatórias, mas também receberam medalhas.

## Recordes
Antes desta competição, os recordes mundiais e olímpicos da prova eram os seguintes:
| Tipo | Atleta | Tempo   | Local  | Data                 |
| ---- | --- | ------- | ------ | -------------------- |
|      | USA Estados Unidos Michael Phelps (47.51) Garrett Weber-Gale (47.02) Cullen Jones (47.65) Jason Lezak (46.06) | 3:08.24 | Pequim | 11 de agosto de 2008 |
|      | USA Estados Unidos Michael Phelps (47.51) Garrett Weber-Gale (47.02) Cullen Jones (47.65) Jason Lezak (46.06) | 3:08.24 | Pequim | 11 de agosto de 2008 |

## Resultados

### Eliminatórias
| Pos. | Elim. | Raia | CON                | Nadadores                                                                                           | Tempo   | Notas            |
| ---- | ----- | ---- | ------------------ | --------------------------------------------------------------------------------------------------- | ------- | ---------------- |
| 1    | 2     | 4    | AUS Austrália      | Cameron McEvoy (48.94) James Roberts (48.22) Tommaso D'Orsogna (47.78) James Magnussen (47.35)      | 3:12.29 | Q                |
| 2    | 2     | 5    | USA Estados Unidos | Jimmy Feigen (48.49) Matt Grevers (47.54) Ricky Berens (48.52) Jason Lezak (48.04)                  | 3:12.59 | Q                |
| 3    | 2     | 3    | RUS Rússia         | Andrey Grechin (48.19) Yevgeny Lagunov (48.34) Sergey Fesikov (48.68) Nikita Lobintsev (47.56)      | 3:12.77 | Q                |
| 4    | 1     | 4    | FRA França         | Amaury Leveaux (48.61) Alain Bernard (48.31) Clément Lefert (48.14) Jérémy Stravius (48.32)         | 3:13.38 | Q                |
| 5    | 2     | 6    | GER Alemanha       | Benjamin Starke (48.96) Markus Deibler (47.99) Christoph Fildebrandt (48.44) Marco di Carli (48.12) | 3:13.51 | Q,               |
| 6    | 2     | 2    | BEL Bélgica        | Dieter Dekoninck (48.79) Jasper Aerents (48.58) Emmanuel Vanluchene (48.55) Pieter Timmers (47.97)  | 3:13.89 | Q,               |
| 7    | 1     | 3    | RSA África do Sul  | Roland Schoeman (49.00) Darian Townsend (48.26) Gideon Louw (47.92) Graeme Moore (48.75)            | 3:13.93 | Q                |
| 8    | 1     | 5    | ITA Itália         | Luca Dotto (49.27) Andrea Rolla (49.46) Michele Santucci (48.85) Filippo Magnini (48.20)            | 3:15.78 | Q                |
| 9    | 1     | 2    | BRA Brasil         | Nicolas Oliveira (49.31) Bruno Fratus (48.98) Nicholas Santos (49.68) Marcelo Chierighini (48.17)   | 3:16.14 |                  |
| 10   | 1     | 7    | CAN Canadá         | Brent Hayden (48.42) Colin Russell (48.67) Richard Hortness (49.12) Thomas Gossland (50.21)         | 3:16.42 |                  |
| 11   | 2     | 1    | CHN China          | Lü Zhiwu (48.92) Zhang Enjian (49.57) He Jianbin (49.67) Shi Tengfei (48.84)                        | 3:17.00 |                  |
| 12   | 1     | 6    | GBR Grã-Bretanha   | Simon Burnett (50.47) Grant Turner (48.31) James Disney-May (48.99) Craig Gibbons (49.31)           | 3:17.08 |                  |
| 13   | 2     | 8    | SRB Sérvia         | Milorad Čavić (48.61) Velimir Stjepanović (49.13) Ivan Lenđer (50.58) Radovan Siljevski (50.47)     | 3:18.79 | Recorde nacional |
| 14   | 2     | 7    | HUN Hungria        | Péter Bernek (50.29) Gergő Kis (50.68) Gábor Balog (51.47) Krisztián Takács (49.47)                 | 3:21.91 |                  |
| 15   | 1     | 1    | VEN Venezuela      | Cristian Quintero (49.77) Octavio Alesi (50.04) Marcos Lavado (52.59) Crox Acuña (50.28)            | 3:22.68 |                  |

### Final
| Pos.              | Raia | CON                | Nadadores                                                                                           | Tempo   | Notas |
| ----------------- | ---- | ------------------ | --------------------------------------------------------------------------------------------------- | ------- | ----- |
| Medalha de ouro   | 6    | FRA França         | Amaury Leveaux (48.13) Fabien Gilot (47.67) Clément Lefert (47.39) Yannick Agnel (46.74)            | 3:09.93 |       |
| Medalha de prata  | 5    | USA Estados Unidos | Nathan Adrian (47.89) Michael Phelps (47.15) Cullen Jones (47.60) Ryan Lochte (47.74)               | 3:10.38 |       |
| Medalha de bronze | 3    | RUS Rússia         | Andrey Grechin (48.57) Nikita Lobintsev (47.39) Vladimir Morozov (47.85) Danila Izotov (47.60)      | 3:11.41 |       |
| 4                 | 4    | AUS Austrália      | James Magnussen (48.03) Matt Targett (47.83) Eamon Sullivan (47.68) James Roberts (48.09)           | 3:11.63 |       |
| 5                 | 1    | RSA África do Sul  | Gideon Louw (48.48) Darian Townsend (48.36) Graeme Moore (48.36) Roland Schoeman (48.27)            | 3:13.45 |       |
| 6                 | 2    | GER Alemanha       | Benjamin Starke (49.03) Markus Deibler (47.97) Christoph Fildebrandt (48.45) Marco di Carli (48.07) | 3:13.52 |       |
| 7                 | 8    | ITA Itália         | Luca Dotto (48.73) Marco Orsi (48.42) Michele Santucci (48.88) Filippo Magnini (48.10)              | 3:14.13 |       |
| 8                 | 7    | BEL Bélgica        | Dieter Dekoninck (49.42) Jasper Aerents (48.34) Emmanuel Vanluchene (48.46) Pieter Timmers (48.18)  | 3:14.40 |       |

Legenda
| Recorde mundial      | Recorde mundial (World record)               |                       | Recorde africano                      | Recorde africano (African) |                                           | Q | Classificado por posição (Qualified) |
| Recorde olímpico     | Recorde olímpico (Olympic record)            | Recorde da América    | Recorde da América (Americas)         | q                          | Classificado por melhor tempo (Qualified) |   |                                      |
| Melhor marca do ano  | Melhor marca do ano (World leading)          | Recorde asiático      | Recorde asiático (Asian)              | DNS                        | Não largou (Did not start)                |   |                                      |
| Recorde nacional     | Recorde nacional (National record)           | Recorde europeu       | Recorde europeu (European)            | DNF                        | Não terminou (Did not finish)             |   |                                      |
| Recorde pessoal      | Recorde pessoal do atleta (Personal best)    | Recorde da Oceania    | Recorde da Oceania (Oceania)          | DSQ / DQ                   | Desclassificado (Disqualified)            |   |                                      |
| Recorde da temporada | Recorde da temporada do atleta (Season best) | Recorde sul-americano | Recorde sul-americano (South America) | NM                         | Sem marca (No mark)                       |   |                                      |